# تزاچی هانگبی
تزاچی هانگبی (انگلیسی: Tzachi Hanegbi؛ زادهٔ ۲۶ فوریهٔ ۱۹۵۷) سیاست‌مدار اهل اسرائیل است، که از سال ۲۰۲۳ به‌عنوان مشاور شورای امنیت ملی اسرائیل فعالیت می‌کند.
هاگنبی دانش‌آموخته روابط بین‌الملل از دانشگاه عبری اورشلیم است و فعالیت سیاسی را از سال ۱۹۸۸ در حزب لیکود آغاز کرد. او از ۱۹۹۶ تا ۱۹۹۹ وزیر دادگستری بود، از ۲۰۰۱ تا ۲۰۰۳ وزارت حفاظت از محیط زیست اسرائیل را برعهده داشت و از ۲۰۰۳ تا ۲۰۰۴ به‌عنوان وزیر حمل و نقل و ایمنی جاده‌های اسرائیل فعالیت می‌کرد.
وی از ۲۰۰۴ تا ۲۰۰۶ وزیر در دفتر نخست‌وزیر اسرائیل بود، در فاصله سال‌های ۲۰۱۶ تا ۲۰۲۰ وزارت همکاری منطقه‌ای اسرائیل را برعهده داشت و از ۲۰۲۰ تا ۲۰۲۱ به‌عنوان وزیر کشاورزی و امنیت غذایی فعالیت می‌کرد.